# トリメトプリム
トリメトプリム（英: trimethoprim）とは、主に尿路感染症の予防や治療に使用される静菌性の抗生物質（正確には合成抗菌薬）の一つ。

## 作用機序
トリメトプリムはジヒドロ葉酸レダクターゼを阻害し、テトラヒドロ葉酸を産生させず、DNA合成の補酵素を与えないことで細菌・真菌・原虫のDNA複製を阻害する。

## 製剤
日本ではトリメトプリム単体では、病原微生物の変異による耐性獲得が多いため、厚生労働省に認可をされていない。ST合剤としてしか市販されていない。